# Irreguljär variabel
Irreguljär variabel är en typ av variabel stjärna som inte påvisar någon periodicitet i sina ljusvariationer.
Det finns två huvudtyper av irreguljära variabler, eruptiva och pulserande variabler.

## Eruptiva variabler
De eruptiva irreguljära variablerna är indelade I tre kategorier.
- Gruppen I-variabler som i sin tur indelas i undergrupperna IA (spektraltyp O – A) och IB (spektraltyp F – M).
- Orion-variabler, GCVS-typ IN (irreguljära och nebulösa), vanligen förekommande i moråden med stjärnbildning. De kan varierar med flera magnituder och snabba ljusförändringar på upp till en magnitud på 1 – 10 dygn. De indelas på ett liknande sätt i undergrupperna INA och INB utifrån spektraltyp, men också i en ytterligare undergrupp INT, för T Tauri-stjärnor och INT(YY) för YY Orionis-stjärnor.
- Gruppen IS-variabler, som uppvisar snabba ljusvariationer medan amplituden 0,5 – 1 magnitud under ett intervall av några timmar eller dygn. Dessa indelas i sin tur i undergrupperna ISA och ISB.

## Pulserande variabler
En långsam irreguljär variabel (tillskriven GCVS-typerna L, LB och LC) är en pulserande variabel som visar ingen eller en mycket svagt definierad periodicitet i sin långsamt föränderliga ljusvariation. Dessa stjärnor är ofta lite studerade och klassificeras, när astronomerna studerat dem noggrannare, i andra kategorier, till exempel som halvregelbundna variabler. De är jättar eller superjättar av sen spektraltyp, K, M, C eller S och indelas i undergrupperna L – LB för jättar och LC för superjättar. Hur många av dessa som egentligen är halvregelbundna variabler är oklart.